# Poemenesperus nigrosignatus
Poemenesperus nigrosignatus es una especie de escarabajo longicornio del género Poemenesperus, tribu Tragocephalini, subfamilia Lamiinae. Fue descrita científicamente por Breuning en 1947.
Se distribuye por Camerún. Mide aproximadamente 19 milímetros de longitud.